# Thaumatoneura inopinata
Thaumatoneura inopinata är en trollsländeart som beskrevs av Robert McLachlan 1897.
Thaumatoneura inopinata ingår i släktet Thaumatoneura och familjen Megapodagrionidae. Inga underarter finns listade i Catalogue of Life.